# Pieter de Ring

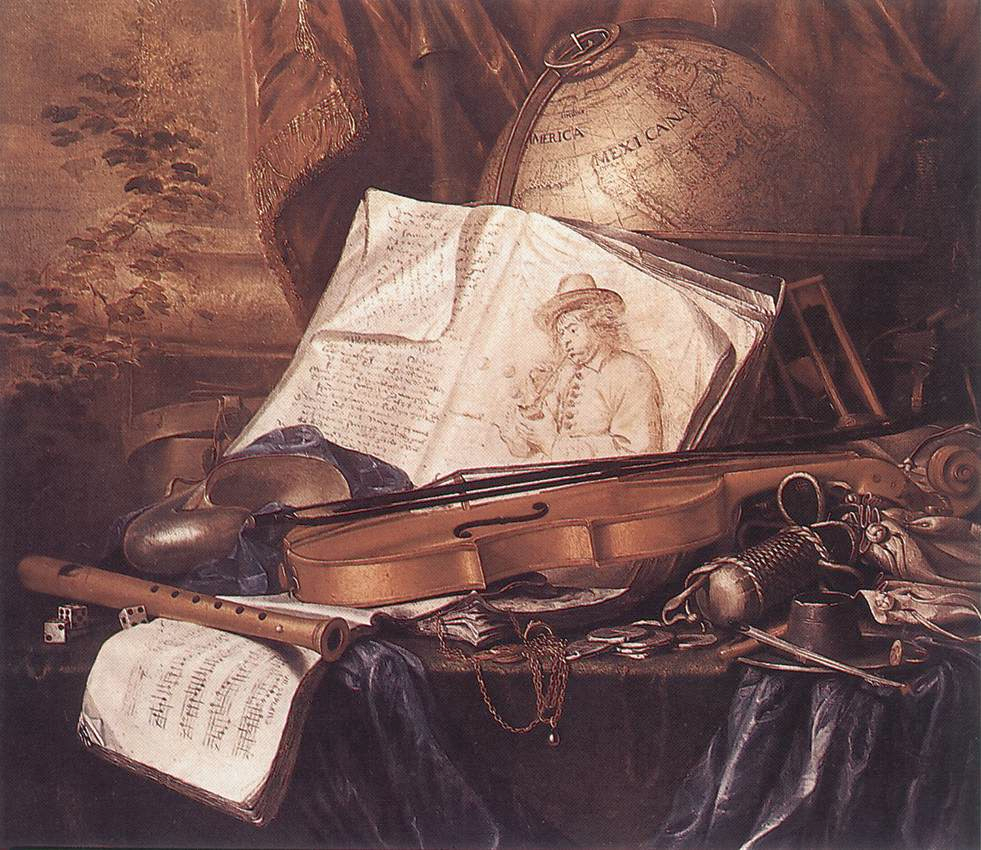
Stillleben mit Musikinstrumenten

Pieter de Ring (* 1615/1620 in Ypern (?); † 22. September 1660 in Leiden) war ein niederländischer Maler, der auf Stillleben spezialisiert war. Berühmt wurde er durch seine reichhaltigen Bankettdarstellungen mit Obst, Garnelen, Austern, Musikinstrumenten, Büchern und Kostbarkeiten wie Nautilusschalen oder chinesischem Porzellan. Er signierte seine Bilder oft mit einem Ring oder der latinisierten Form seines Namens, wie zum Beispiel P.Ab.Annulo.

## Leben
Da beispielsweise Teile des Stadtarchivs Ypern während des Ersten Weltkriegs verlorengegangen sind, kann Ypern als Geburtsort von de Ring wie auch der seine Mutter nur indiziert werden. Die Familie zog, wie viele flämische Textilarbeiter, nach Leiden.
In seiner Jugend arbeitete er tagsüber als Maurer und zeichnete abends; die anderen Familienmitglieder arbeiteten alle in der Stoffindustrie. Nachdem er etliche Bilder gemalt hatte, ging er mit Zustimmung seines Großvaters bei Jan Davidsz. de Heem in die Lehre. 1647 wurde er Gründungsmitglied der Zunft von Sankt Lucas, wie auch Gabriel Metsu und Jan Steen.
Aus seinem Atelier in Leiden hatte er freie Sicht auf den von Charles de l’Écluse entworfenen Botanischen Garten. De Ring heiratete nie, besaß kein Haus und hat auch kein Testament hinterlassen. Begraben wurde er in der Pieterskerk. Sein Werk zeigt den Einfluss von Willem Claesz Heda.